# Żelazko (górnictwo)

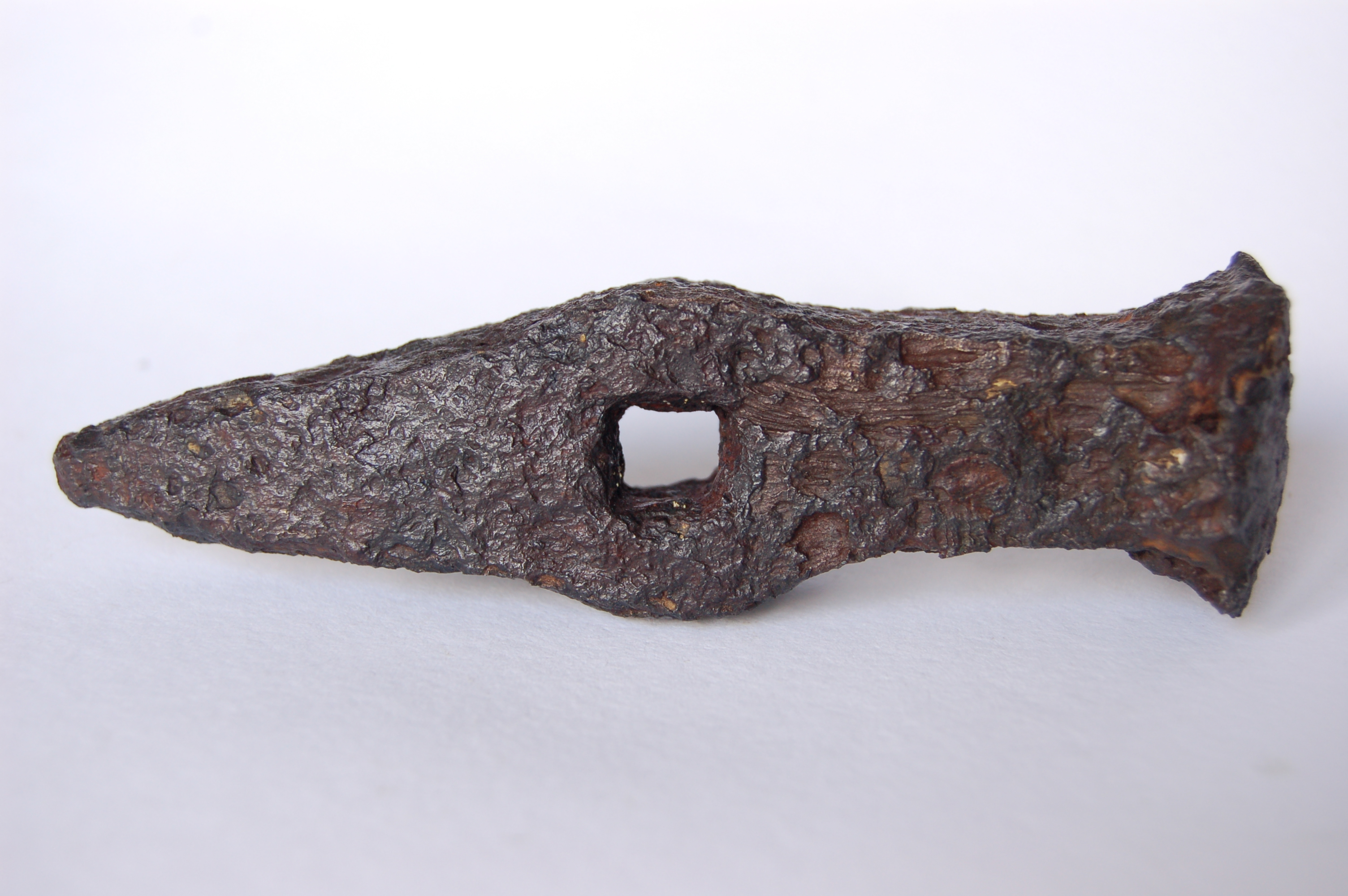
Żelazko górnicze z XVI w. – Złoty Stok

Żelazko (żelazo, śl. żelozko) – jedno z najstarszych narzędzi górniczych, występujące obok pyrlika w herbie górniczym. Rodzaj klina długości ok. 12–30 cm o przekroju kwadratowym, nasadzanego na drewniany trzonek, z jednej strony zakończonego spiczasto, a z drugiej płasko do pobijania młotkiem pyrlikiem.
W środkowej (często rozszerzonej) części żelazko posiadało kwadratowy lub prostokątny otwór służący do umieszczania trzonka - drewnianej rączki, absorbującej drgania w czasie pracy, a także ułatwiający przenoszenie żelazek (nawlekanych na specjalne noszaki po kilkanaście sztuk). Kąt ostrej części żelazka był różny w zależności od twardości skał, w których było stosowane, i tak przy skale twardszej stosowano żelazka o większym kącie. W XVI wieku w użyciu były również specjalne żelazka służące do rozbijania szczególnie twardych żył o dwa razy większej długości od normalnego, a także inne, szersze i grubsze, służące do głębienia szybów.
Żelazko niekiedy mylone bywa z kilofem, który ma zbliżony kształt, jednak jest od niego większy i przeciwieństwie do żelazka posiada duże i grube stylisko. Poza tym stylisko w kilofie osadzone jest na stałe, podczas gdy w żelazku jest to krótki, wyjmowany uchwyt.

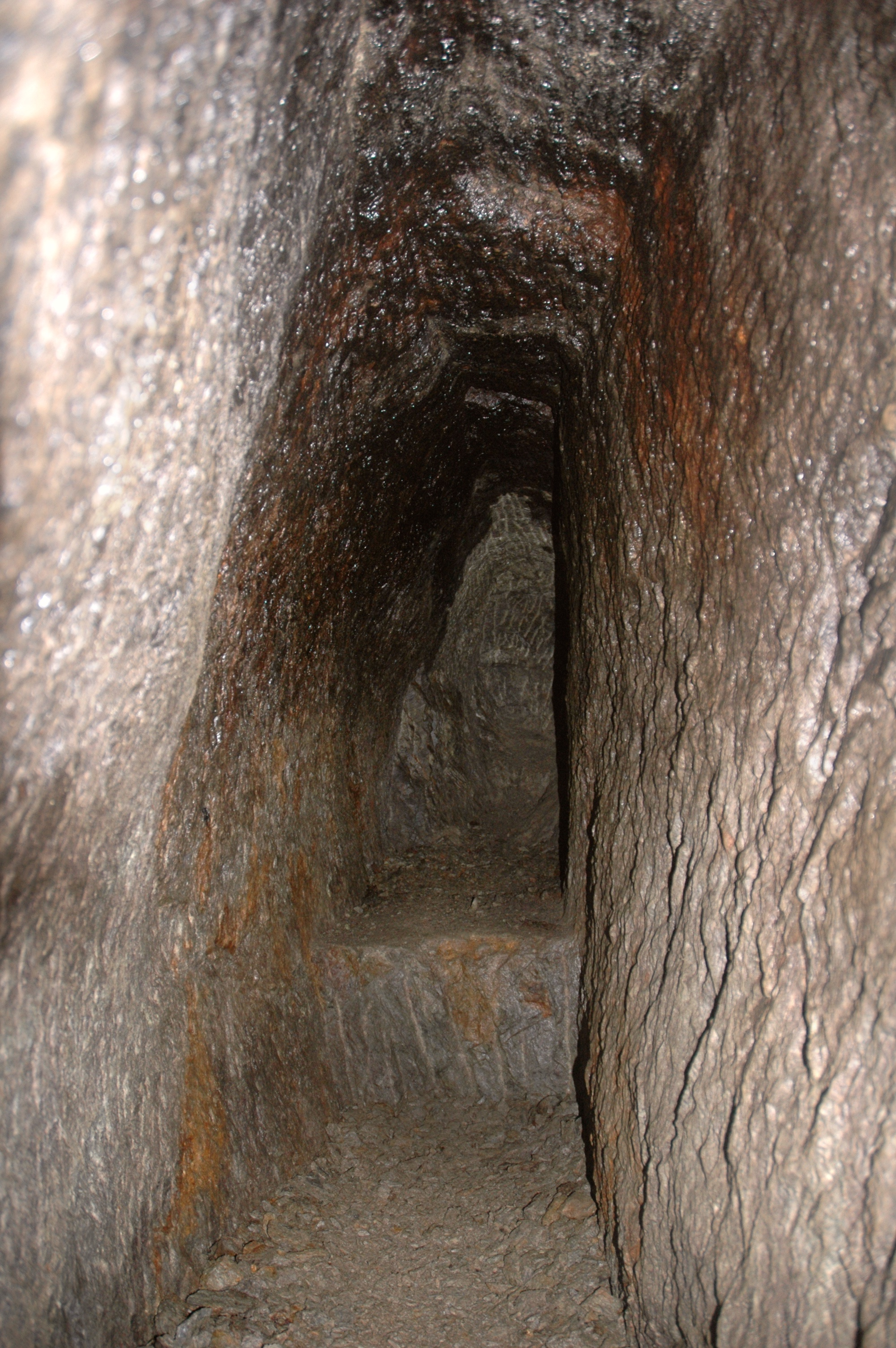
Przodek w XVI -wiecznej kopalni. Na stropie i ociosach widoczne ślady pracy żelazkiem i sadza z górniczych lampek łojowych. Sztolnia Czarna – Złoty Stok

## Praca żelazkiem
Przed zastosowaniem materiałów wybuchowych do urabiania skał wszystkie chodniki prowadzone w skałach twardych wykonywano używając wyłącznie młota (pyrlika) i żelazka.
Praca polegała na nacięciu, w środkowej części przodka chodnika, poziomej bruzdy, którą następnie poszerzano odłupując od góry i od dołu fragmenty skały, aż do osiągnięcia stropu i spągu. Wydłużano w ten sposób chodnik o głębokość bruzdy, która zależała głównie od twardości urabianej skały. Chodniki o większej wysokości prowadziło zwykle 2 kopaczy (wraz z pomocnikami). Pierwszy rozpoczynał drążenie górnej części chodnika, a po urobieniu 2-3 metrów drugi zaczynał drążyć dolną część (widoczne częściowo na zdjęciu obok).
W czasie pracy żelazko trzymano w dłoni. Jednak przy twardych skałach uderzenie młotem powodowało wibracje przenoszone na dłoń górnika, starano się uniknąć ich przez mocowanie w środkowym otworze żelazka drewnianej rączki, którą przytrzymywano żelazko w czasie pracy.
Praca żelazkiem wyszła praktycznie z użycia w XIX wieku, kiedy to na masową skalę zaczęto używać materiałów wybuchowych. Jednak w niektórych przypadkach była stosowana jeszcze na początku XX wieku, głównie w pracach pomocniczych, jak np. wykuwanie gniazd, wyrównywania ścian czy przy urabianiu bardzo bogatych rud.